# Gedung Ratu (Tulang Bawang Udik)
Gedung Ratu is een bestuurslaag in het regentschap Tulang Bawang Barat van de provincie Lampung, Indonesië. Gedung Ratu telt 1935 inwoners (volkstelling 2010).